# 天枢增一
大熊座32，又名BD+65 767，HD 88983、SAO 15135、HR 4026，是大熊座的一颗恒星，视星等为5.82，位于銀經144.61，銀緯45.02，其B1900.0坐标为赤經10h 10m 46.5s，赤緯+65° 45.02′ 26″。